# Metallyra nitidicollis
Metallyra nitidicollis là một loài bọ cánh cứng trong họ Cerambycidae.